# Терёхин, Вадим Фёдорович
Вадим Фёдорович Терёхин (род. 27 января 1963, Песоченский) — российский поэт и общественный деятель. Сопредседатель Союза писателей России, председатель правления Калужского областного отделения Союза писателей России, член координационного совета Международного поэтического движения «Мир без стен» (World Poetry Movement «World Without Walls», заместитель министра — начальник управления культуры и искусства министерства культуры и туризма Калужской области (2009—2014), действительный государственный советник II класса.

## Биография
Родился 27 января 1963 года в посёлке Песоченский Тульской области. Закончил Казанское высшее военное командно-инженерное училище ракетных войск им. маршала артиллерии М. Н. Чистякова (1980—1985) и Московский литературный институт им. М. Горького (1991—1996). Служил на космодроме Байконур. С начала 90-х годов работает в сфере культуры, искусства и литературы.
Является одним из основных организаторов и участников крупных международных культурных проектов: Дни культуры Калужской области во Франции, Италии, куратором совместной акции Пьера Кардена и Калужской области, посвящённой 50-летию полёта человека в космос (Калуга — Франция). Представлял Россию на Международных Стружских вечерах поэзии в Македонии, Международной конференции «Русская литература конца 20-го века» в Китае (Пекин, Шанхай, Су Чжоу, Чжоу Джуан), Сирии (Дамаск, Аллепо, Холмс, Хаме, Тартус), 4-й международной конференции поддержки вьетнамской литературы, 3-м международного поэтического фестивале и 17-м Дне вьетнамской поэзии (Ханой, Хюэ, Хо Ши Мин), 29-м международном поэтическом фестивале в Медельине (Колумбия), лауреат Международного поэтического форума в Бахрейне и Объединённых Арабских Эмиратах.
Один из организаторов: ХIV Съезда Союза писателей России, Дней славянской письменности и культуры в Калуге, фестиваля литературы и искусства Центрального федерального округа в Калужской области; международных кинофестивалей «Золотой Витязь», «Верное сердце»; мероприятий, посвящённых 150-летию К. Э. Циолковского и 110-летию А. Л. Чижевского, 50-летию запуска первого спутника земли (2007), 50-летию полёта человека в космос (2012); Всероссийского конкурса «Поющие мужское братство», Всероссийского открытого молодёжного конкурса народного искусства имени Н. Осипова в Центральном федеральном округе, Международного конкурса камерных ансамблей им. С. И. Танеева, ежегодных конференций, посвящённых 400-летию Дома Романовых и мероприятий, посвящённых Отечественной войне 1812 года и многих других.
В 1998 году побывал с лауреатом Нобелевской премии А. И. Солженицыным в семи малых городах России, в которых были проведены литературные мероприятия. Инициатор и ведущий творческих встреч на Калужской земле с В. Распутиным, Ю. Кузнецовым, В. Костровым, О. Шестинским, В. Крупиным, писательскими делегациями из Китая, Македонии, Сирии, Болгарии, Вьетнама, Италии.
Один из организаторов и ведущий ежегодных литературных праздников: «Пушкинского» в музее-усадьбе Гончаровых (Полотняный Завод), «Паустовского» и «Цветаевского» в Тарусе, братьев Ивана Васильевича и Петра Васильевича Киреевских в Калуге, Всероссийского Форума молодых писателей в Калуге. Организатор выставки «Неизвестный Л. Леонов» (совместно с Н. Л. Леоновой), конкурса молодых писателей "Большие надежды".
Публиковался в антологиях поэзии «XX век», «XXI век», в журналах «Дух реки Сонг» (Вьетнам), «Prometeo» (Колумбия), «Наш современник», «Аврора», «Русская провинция», «Подъём», «Роман-Журнал XXI век», «Поэзия», «День и ночь», «Ясная Поляна», «День поэзии», «Медный всадник», «Горцарар», «Южная звезда», «Нижний Новгород», «Всемирный Собор», «Приокские рассветы», «Простор» (Казахстан), «Балтика» (Эстония), «Родная Ладога», «Огни Кузбаса», «Бийский Вестник», «Великоросс», «Родная Ладога» и многих других, газетах и журналах Македонии, Сербии, Китая, ОАЭ, Бахрейна, Колумбии, Вьетнама. Переведён на итальянский, испанский, македонский, арабский, вьетнамский, китайский, немецкий, английский, якутский, туркменский и другие языки.

## Общественная позиция
В 2022 году подписал письмо в поддержку российского военного вторжения на Украину.

## Почётные звания
- член-корреспондент Петровской академии наук и искусств (Санкт-Петербург)
- действительный член Академии российской словесности (Москва)[4]

## Литературные премии
- Всероссийская премия Фонда поддержки демократии для молодых писателей (1996)
- литературная премия им. М. Цветаевой (1999)
- литературная премия издательства «Золотая Аллея» (2000)
- дипломант II Филаретовского конкурса религиозной поэзии в Интернете (2001)
- Всероссийская литературная премия «Отчий дом» им. братьев Киреевских (2003)
- почётный приз Международного поэтического Форума в Бахрейне и ОАЭ (2007)
- Премия Центрального федерального округа Российской Федерации в области литературы искусства (2009)[5]
- Национальная премия «Имперская культура» имени Эдуарда Володина (2012)
- Всероссийская литературная Премия «Белуха» имени Г. Д. Гребенщикова (2012)
- Всероссийская литературная премия имени поэта-фронтовика В. Т. Станцева (2016)
- Главный приз — «Золотой Витязь» в номинации « поэзия» седьмого международного славянского литературного форума Золотой Витязь (2016)
- Лауреат всеукраiнскоi премii iменi Т. Г. Шевченка (2018)

## Награды
- медаль 70 лет ВС СССР
- медаль «К 100-летию М. Шолохова»[6]
- медаль «Ревнителю просвещения» в память 200-летия со дня рождения А. С. Пушкина
- медаль «За особые заслуги перед Калужской областью» III степени
- медаль имени В. М. Шукшина
- медаль имени М. Ю. Лермонтова
- медаль имени Н. В. Гоголя
- медаль Епифания Премудрого II степени Издательского Совета Русской Православной церкви
- нагрудный знак Союза писателей Беларуси «За вялікi уклад у літаратуру»
- нагрудный знак «50 лет освоения человеком космоса»
- Орден БРИКС за вклад в мировую литературу (2024)[7]

### Книги
- Терёхин В. Ф. Прозрачное время. — Калуга: Золотая аллея, 1994. — 127 с. — ISBN 5711101994.
- Разочарованный странник (Москва, Програмбанк, 1997)
- Стихотворения. — Калуга: Золотая аллея, 1999. — 159 с.
- Пыльца золотая: Стихи. — Калуга : Гриф, 2001. — 80 с. — 500 экз. — ISBN 5-94251-003-2
- Среди гласных и согласных: Стихотворения. — Калуга: Облиздат, 2009. — 303 с. — 1000 экз. — ISBN 978-5-7111-503-5
- «О сущем, о вечном, о главном» (издание для слабовидящих, Калуга — ГУК «Библиотека для слепых им. Н. Островского», 2009.)
- Стихи от Вадима. — Калуга: Золотая аллея, 2013. — 384 с. Ил. — ISBN 978-5-7111-0387-5
- SECONDO LE LEGGI DELL’AUTUNNO. Poesie — 2014fermoeditore — Italy. Parma. — 112 с. — ISBN 978-88-6317-033-7. Книга стихотворений «По законам осени», переведенная на итальянский язык Fabio Montermini и Emilio Zucchi.

### Публикации
- Терёхин В. Ф. И ничего не изменить… // Наш современник : журнал. — 2009. — Вып. 3. — С. 106—108. Архивировано 5 марта 2016 года.;
- Терёхин В. Ф. Матушка моя Родина: стихотворение // Наш современник : журнал. — 2002. — Вып. 11. — С. 109—110.;
- Терёхин В. Ф. Солнечным светом наполнить глагол: стихи // Наш современник : журнал. — 2004. — Вып. 6. — С. 43—44.
- Терёхин В. Ф. Из соломинок строил свой дом: стихи // Наш современник : журнал. — 2000. — Вып. 5. — С. 130—131.
- Терёхин В. Ф. Чем успокоится душа? : стихи // Наш современник : журнал. — 2006. — Вып. 7. — С. 29—30.